# Keith Tippett
Keith Tippett (numele de scenă al lui Keith Graham Tippetts, n. 25 august 1947, Bristol, Anglia, Regatul Unit – d. 14 iunie 2020) a fost un pianist și compozitor de jazz englez.